# Ioana Strungaru
Ioana Strungaru (nascida Crăciun; Trușești, 4 de janeiro de 1989) é uma remadora romena, medalhista olímpica.

## Carreira
Strungaru competiu nos Jogos Olímpicos de 2016, no Rio de Janeiro, onde conquistou a medalha de bronze com a equipe da Romênia no oito com.